# Heřman Schmidt
Heřman Schmidt, též Hermann Schmidt nebo Schmied (1610 – 11. března 1678 Brno), byl český malíř-freskař raného baroka a bratr laik řádu jezuitů, doložený při výzdobě pražské staroměstské koleje Klementinum a u jezuitů v Brně, kde také zemřel. 
O jeho školení je známo jen to, že do řádu vstoupil roku 1641 již jako vyučený malíř. Jako tovaryš pobýval v Itálii a v Německu. Z jeho tvorby se dochovaly jen dva narativní cykly maleb zakladatelů řádu sv. Ignáce a sv. Františka Xaverského v nejstarší (západní) části Klementina podél Křižovnické ulice, v takzvaném Canisiu, které bylo založeno za Petra Canisia a po něm pojmenováno.   

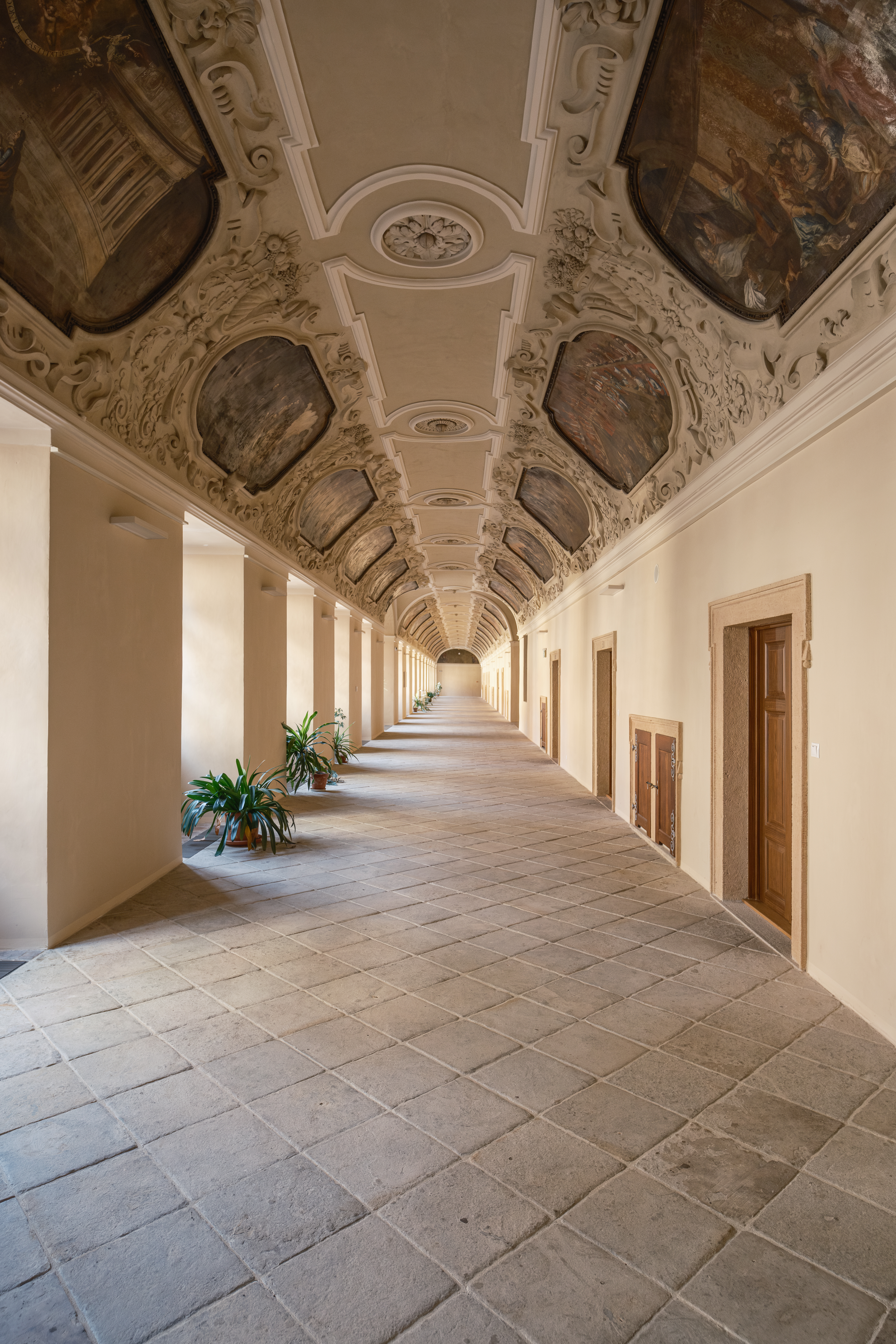
Chodba v prvním patře Canisia s cyklem maleb o životě sv. Františka Xaverského

## Dílo
- Cyklus 34 obrazů ze života, skutků a zázraků svatého Ignáce z Loyoly, fresky v oválných štukových rámech na fabionech, přízemí západní chodby Klementina (Canisium); kolem 1674
- Cyklus 35 obrazů ze života, skutků a zázraků svatého Františka Xaverského, fresky v oválných štukových rámech na fabionech, v 1. patře západní chodby Klementina (Canisium); kolem 1674[2]

## Galerie

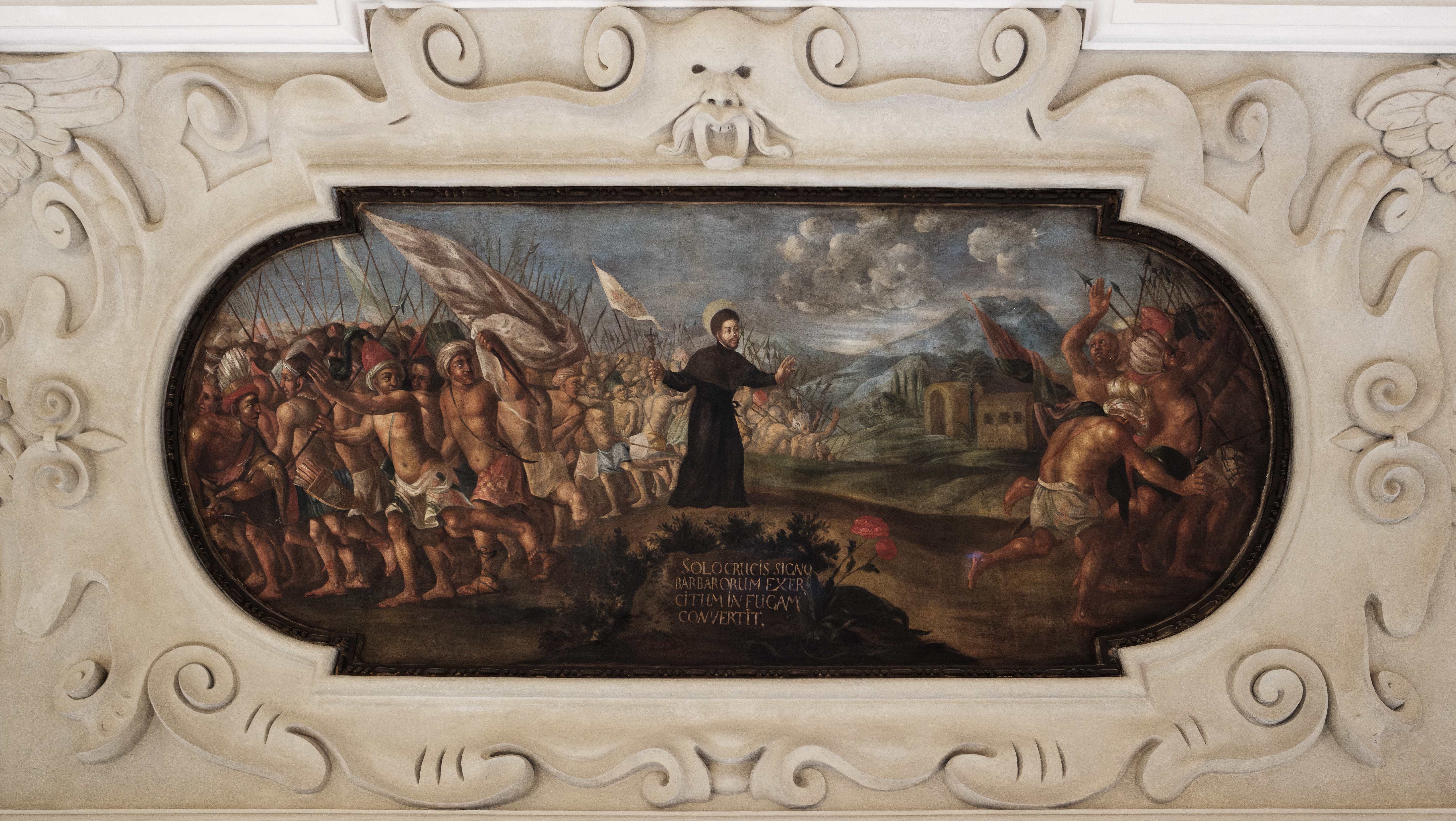
Výjev z cyklu o Františku Xaverském: vojsko barbarů se dává na útěk před znamením kříže
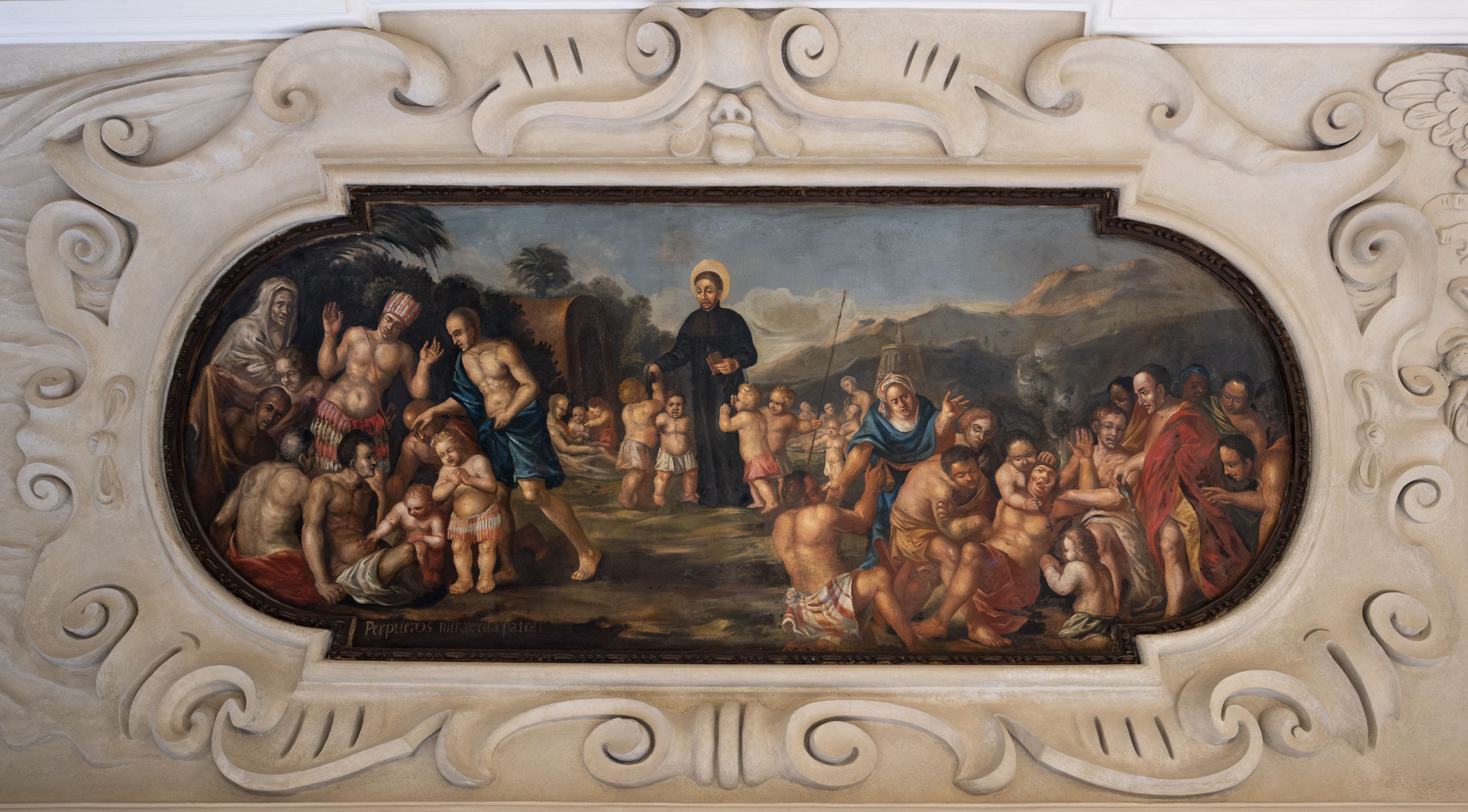
Výjev z cyklu o Františku Xaverském: světec posílá děti uzdravovat a vyhánět démony